# Véredény

A keringési rendszer egyszerűsített ábrája

A vérerek vagy véredények a keringési rendszer azon részei, amelyek a vért szállítják a testen keresztül. A véredényeknek három fő típusa létezik: a vért a szívből elszállító artériák, a vér és a szövetek között a víz és a vegyi anyagok tényleges cseréjét lehetővé tevő kapillárisok (hajszálerek), valamint a vért a kapillárisokból a szív felé szállító vénák.

## Anatómia
Az artériák és a vénák alapvető felépítése hasonló. Három rétegből állnak:
- A belső réteg, a tunica intima (a legvékonyabb réteg): a belső endothelbélésből és az alatta lévő kötőszövetes stratum subendotheliale-ből áll
- A középső réteg a tunica media simaizom és kötőszöveti rostok alkotják (szerkezete jellemző a különböző típusú és nagyságrendű artériákra és vénákra)
- A külső réteg, a tunica externa: főleg kötőszövetből áll. A nagy bőrvénákban jelentős mennyiségű simaizom is van benne. Az izomréteget ellátó idegeket, valamint a nagyobb véredényekben tápanyag kapillárisokat (vasa vasorumokat) tartalmaz.

A kapillárisok falát is három, de vékony réteg képezi, amelyek közül csak a középső (alaphártya) folytonos minden esetben. A kapillárisok falának rétegei belülről kifelé haladva az endothelium, az alaphártya (membrana basalis) és folytonos réteget nem alkotó pericita sejtek. Egyes mirigyes szervekben olyan hajszálér nagyságrandű erek vannak, amelyek csak egy, többnyire nyílásokat tartalmazó endothelium rétegből (poroendothél) állnak (lásd pl.: máj, agyfüggelék elülső lebeny).
A véredények közelebbi és távolabbi szakaszait összekötő párhuzamos ágakat kollaterálisoknak, az egy területhez futó ágak közötti összeköttetéseket anasztomózisnak nevezik. A kollaterálisok és az anasztomózisok fontos alternatív útvonalakat biztosítanak a véráram számára az érelzáródások esetén. A többszörös kollaterálisok és anasztomózisok érhálózatokat (érfonatokat) alkotnak (pl. ízületek környezetében). Az ellátott szerv falába belépő a szomszédos ágakkal lényeges kapcsolatokkal nem bíró artériákat funkcionális végartériáknak nevezik (lásd pl.: Szív vérelletása vagy Vékonybelek vérellátása). Az átlagos emberi testben levő véredények teljes hosszúságukban lefektetve körülbelül 100 000 kilométert tennének ki, így kétszer körbeérnék a Földet.

## Típusok
Az alábbi típusú véredények léteznek:
- Artériák
  - Aorta (a legnagyobb artéria, vért szállít a szívből)
  - Az aorta közvetlen ágai, például a truncus brachiocephalicus, az arteria carotis communis, az arteria subclavia, a truncus cœliacus, az arteria mesenterica superior et inferior, az arteria renalis, az arteria suprarenalis media, az arteria ovarica (vagy a testicularis) és az arteria iliaca communis.
- Arteriolák
- Kapillárisok (a legkisebb véredények)
- Venulák
- Vénák
  - Nagy gyűjtőerek, például a vena subclavia, a vena jugularis interna, a venae hepaticae (májvénák), a vena renalis és a vena iliaca communis.
  - Venae cava superior et inferior (a 2 legnagyobb véna, vért szállítanak a szívbe)

Nagyjából az artériás és vénás csoportokra oszthatók fel, attól függően, hogy a szív felől vagy a szív felé szállítják a vért. Az „artériás vér” kifejezés ennek megfelelően azt jelzi, hogy a vér gazdag oxigénben, azonban a tüdőartéria „vénás vért” szállít, a tüdővénában áramló vér pedig gazdag oxigénben. Ennek az az oka, hogy a tüdők felé és felől szállítják a vért, így az ennek megfelelően van oxigénnel ellátva.

## Fiziológia
A véredények aktívan nem vesznek részt a vér szállításában (nincs észlelhető perisztaltika), de az artériák – és bizonyos mértékig a vénák –, képesek a belső átmérőjük szabályozására az izomréteg összehúzásával. Ez a vegetatív idegrendszer döntése alapján átirányítja a vért az alacsonyabb szervek felé. A hőszabályzás céljából értágulás és érszűkítés is használható.
Az oxigén (a vörösvértestekben levő hemoglobinhoz kötődve) a vér által szállított legfontosabb tápanyag. A hemoglobin a tüdőartériát kivéve minden artériában nagy mértékben (95-100%-ban) telítve van oxigénnel. A hemoglobin a tüdővéna kivételével valamennyi vénából 75%-ban kivonódik. Az értékek a tüdőben való keringés közben megfordulnak (1 mmHg = 133 Pa).
A véredényekben meglévő nyomást vérnyomás hagyományosan higanymilliméterben mérik. Az artériás rendszerben ez az érték rendszerint 120 mmHg szisztolés (a szív összehúzódásai által okozott magas vérnyomású) és 80 mmHg diasztolés (alacsony vérnyomású) állapotban. Ezzel ellentétben a vénás rendszer nyomása állandó, és ritkán haladja meg a 10 mmHg-t.
Az érszűkület a véredények összeszűkülése (a keresztmetszetük területének csökkenése) a véredényfalakban levő érrendszeri simaizom összehúzódása következtében. Ezt a folyamatot az érszűkítők (érszűkületet okozó anyagok) szabályozzák. Közéjük tartoznak a parakrin anyagok (például a prostaglandinok), többféle hormon (például az antidiuretikus hormon és az angiostenzin), valamint az idegrendszerből származó neurotranszmitterek (például az epinefrin).
Az értágulat egy hasonló állapot, melyet az értágítóként működő közvetítők váltanak ki. A legfontosabb értágító a nitrogén-monoxid (endothelium-származék nyugtatószer).
Az endothelium áteresztő képessége kulcsfontosságú a szövetekbe való tápanyagkibocsátás szempontjából. A hisztaminra, a prostagladinra és az interleukinra való válaszként növeli a gyulladást, kiváltva annak legtöbb tünetét (a duzzadást (tumor), az kivörösödést (rubor) a gyülladt terület felmelegedését (calor), amelyek fájdalmat (dolor) és a működés zavarát (funktio laesa) okozzák.

## Betegségek
A véredények virtuálisan minden egészségügyi állapotnál szerepet játszanak. A rák például nem képes fejlődni anélkül, hogy a tumor ne okozna angiogenezist (azaz, hogy ne hozna létre új ereket), a rosszindulatú sejtek anyagcsere igényének kiszolgálására.
Az érelmeszesedés, a zsíros daganatok (lerakódások) képződése a véredények falában a szív- és érrendszeri betegségek elsődleges oka, és a vezető halálok a világ nyugati felén.
A véredények áteresztő képessége gyulladás esetén növekszik. A fizikai trauma hatására vagy váratlanul bekövetkező sérülés, az ér endotheliumának mechanikai sérülése folytán vérzést okozhat. Ezzel ellentétben a véredény elmeszesedése miatti véralvadás, vagy egy idegen tárgy miatti érelzáródás iszkémiát és elhalást okozhat. Az érelzáródás pozitív visszajelzésnek számít; egy elzáródott ér örvényt hoz létre a szokványos lamináris vagy az örvényes (turbulens) áramlású vérerekben. Ezek az örvények abnormális áramlási sebességnövekedést eredményeznek, ami az endotheliumnak nyomja a vér olyan elemeit, mint a koleszterin vagy a chylomicron testek. Ezek lerakódnak a részben már elzárt artéria falakra és ráépülnek az elzáródásra.
Az érgyulladás az érfal autoimmun betegség vagy fertőzés által okozott begyulladása.

## Fordítás
- Ez a szócikk részben vagy egészben a Blood vessel című angol Wikipédia-szócikk ezen változatának fordításán alapul.  Az eredeti cikk szerkesztőit annak laptörténete sorolja fel. Ez a jelzés csupán a megfogalmazás eredetét és a szerzői jogokat jelzi, nem szolgál a cikkben szereplő információk forrásmegjelöléseként.